# Габриелян, Олег Сергеевич
Оле́г Серге́евич Габриеля́н (род. 1948, Капан) — российский химик, заслуженный учитель Российской Федерации, кандидат педагогических наук. Известен как автор учебников по химии для общеобразовательных учреждений.

## Биография
Родился в армянском городе Капан, где и окончил школу в 1966 году. В 1971 году окончил Кубанский государственный университет. В 1981 году защитил диссертацию по теме «Формирование обобщенных знаний учащихся при изучении химических элементов в средней школе».
Основная научная деятельность направлена в области педагогики, преподавания химии. С 2007 года профессор.
Автор двух пропедевтических курсов химии (7 класс), один из соавторов курсов органической и общей химии для школ и классов с углубленным изучением предмета, также является автором (совместно с Г. Г. Лысовой) УМК для учреждений начального и среднего профессионального образования, автором и соавтором учебников для Республики Казахстан, как для основной, так и для средней профильной школы. УМК О. С. Габриеляна насчитывает более 60 наименований. Наиболее известен учителям России и ближнего зарубежья пятитомник «Настольная книга учителя химии».
Имеет более 220 публикаций, из них 200 учебно-методических и более 20 научных работ, используемых в педагогической практике.

## Награды и звания
- Заслуженный учитель Российской Федерации (1991)
- грант Российской академии образования (РАО)
- Соросовский учитель (семикратный)
- первый победитель конкурса «Учитель года г. Москвы» (1991)
- «Отличник народного образования» (1987)
- Медаль «В память 850-летия Москвы» (1997)
- первый лауреат Премии Московской мэрии в области народного образования (1995)
- Почетная грамота Губернатора Московской области (2003)